# 광주군 (1948년 선거구)
광주군은 대한민국의 옛 국회의원 선거구이다. 당시 경기도 광주군 지역을 관할했다.

## 역사
제헌 국회의원 선거를 앞두고 광주군 전역을 관할하는 선거구로 신설되었다.
1963년 1월, 광주군 구천면·언주면·중대면·대왕면 일부(일원리·수서리·자곡리·율현리·세곡리)가 서울특별시 성동구에 편입되었다. 이에 제6대 국회의원 선거를 앞두고 해당 지역들은 성동구 을 선거구에 편입되었으며 나머지 광주군 지역들은 광주군·이천군 선거구를 형성하게 됨에 따라 폐지되었다.

## 역대 국회의원
| 선거   | 정당 | 정당               | 의원   |
| ------ | ---- | ------------------ | ------ |
| 1948년 |      | 대한독립촉성국민회 | 신익희 |
| 1950년 |      | 민주국민당         | 신익희 |
| 1954년 |      | 민주국민당         | 신익희 |
| 1956년 |      | 민주당             | 신하균 |
| 1958년 |      | 자유당             | 최인규 |
| 1960년 |      | 무소속             | 신하균 |

## 역대 선거 결과

### 대한민국 제헌 국회의원 선거
| 대한민국 제헌 국회의원 선거경기도 광주군 |        |                    |        |        |      |      |  |
|                                          |        |                    |        |        |      |      |  |
| 후보                                     | 후보   | 정당               | 득표   | 득표율 | 당락 | 비고 |  |
|                                          | 신익희 | 대한독립촉성국민회 | 무투표 | 무투표 | 당선 |      |  |
| 합계                                     | 합계   | 합계               | 0표    |        |      |      |  |

### 대한민국 제2대 국회의원 선거
|  | 77.86% |

|  | 9.50% |

|  | 8.04% |

|  | 1.30% |

|  | 1.24% |

|  | 1.17% |

|  | 0.87% |

|  | 0% |

### 대한민국 제3대 국회의원 선거
|  | 56.41% |

|  | 43.58% |

|  | 0% |

### 1956년 대한민국 재보궐선거
신익희 의원의 사망으로 인해 치러진 1956년 대한민국 재보궐선거에서 민주당 신하균 후보가 당선되었다.

### 대한민국 제4대 국회의원 선거
|  | 58.64% |

|  | 33.29% |

|  | 8.06% |

### 대한민국 제5대 국회의원 선거
|  | 46.63% |

|  | 11.29% |

|  | 6.96% |

|  | 6.36% |

|  | 5.72% |

|  | 4.96% |

|  | 3.89% |

|  | 3.70% |

|  | 3.53% |

|  | 3.39% |

|  | 1.85% |

|  | 1.67% |